# Изабелла Альфонса Бурбон-Сицилийская
Изабелла Альфонса Бурбон-Сицилийская (итал. Isabella Alfonsa di Borbone-Due Sicilie, полное имя Изабелла Альфонса Мария Тереза Антония Кристина Мерседес Каролина Аделаида Рафаэла де Бурбон-Сицилийская, итал. Isabella Alfonsa Maria Teresa Antonia Cristina Mercedes Carolina Adelaide Raffaella di Borbone-Due Sicilie, 10 октября 1904, Мадрид — 18 июля 1985, там же) — принцесса из дома Сицилийских Бурбонов, а также испанская инфанта, дочь принца Карлоса Бурбон-Сицилийского и Мерседес, принцессы Астурийской, наследницы престола Испании.

## Биография
Родилась в семье сицилийского принца Карлоса (1870—1949) и его первой жены Мерседес, инфанты Испанской и принцессы Астурийской, прямой наследницы трона Испании на протяжении всей своей жизни (она была наследницей при своем брате короле Альфонсо XIII вплоть до своей смерти в 1904 году). Со стороны матери она внучка короля Альфонсо XII и королевы Марии Кристины Австрийской. По линии своего отца была внучкой короля Обеих Сицилий Фердинанда II.
Мать принцессы умерла в 1904 году. Отец женился во второй раз на французской принцессе Луизе Орлеанской (1882—1958). От этого брака родилось четверо детей, включая Марию де лас Мерседес (1910—2000) — мать испанского короля Хуана Карлоса I.
9 марта 1929 года принцесса вышла замуж за польского графа Яна Канти Замойского (1900—1961). Он был сыном графа Анджея Замойского (1852—1927) и принцессы Марии Каролины Бурбон-Сицилийской (1956—1941). В браке родилось четверо детей:
- Кароль Альфонс (1930—1979) — был женат на Эсперансе Рей Леке, трое детей;
- Мария Кристина (1932—1959);
- Юзеф Михаил (1935—2010) — был женат на Марии Антонии Наварес и Гонсалес, один сын;
- Мария Тереза (род. 1938) — не выходила замуж.

## Титулы
- 10 октября 1904 — 9 марта 1929: Её Королевское Высочество Принцесса Бурбон-Сицилийская, Инфанта Испанская
- 9 марта 1929 — 18 июля 1985: Её Королевское Высочество Княгиня Замойская, Принцесса Бурбон-Сицилийская, Инфанта Испанская